# Preveg
Preveg je naselje v Občini Litija.